# Il Pensiero
Il Pensiero è una rivista italiana di filosofia, fondata nel 1956 da Giovanni Emanuele Barié, e diretta da Leo Lugarini a partire dall'anno dopo. Dal 2013 la rivista è pubblicata da Inschibboleth Edizioni.

## Storia
Il Pensiero è una rivista filosofica fondata nel 1956 da Giovanni Emanuele Barié e diretta dal 1957 da Leo Lugarini. Tra i collaboratori degli anni iniziali figurano Martin Heidegger, Paul Ricoeur, Eric Weil ed Enzo Paci. Nel 1995, con il passaggio alle Edizioni Scientifiche Italiane di Napoli, la rivista ha ampliato il suo programma originario, includendo temi come teologia, poesia, arti visive e musica, sotto l’impulso di Vincenzo Vitiello, che ne ha assunto la direzione nel 2005. Tra i collaboratori di questo periodo si trovano Mario Luzi, Félix Duque, Jean-François Kervégan, Heribert Boeder, Massimo Cacciari, Bruno Forte ed Eugenio Trías. Nel 2013, con il trasferimento alla casa editrice Inschibboleth di Roma, Massimo Adinolfi è stato chiamato a condividere la direzione con Vincenzo Vitiello. È stato istituito un comitato scientifico internazionale composto da Massimo Cacciari, Félix Duque, Jean-François Kervégan, Thomas Rentsch, Volker Rühle, Carlo Sini e Hans Vorländer, e sono state ampliate la direzione scientifica e la redazione. Nel 2022, la rivista è stata inserita nell’elenco delle riviste di Classe A per i settori concorsuali 11/C1 e 11/C3. Dal 2023, la direzione è condivisa da Massimo Adinolfi, Enrica Lisciani-Petrini e Vincenzo Vitiello.

## Numeri
| Anno | Volume | Fascicolo | Titolo                                                    | Curatore                           |
| ---- | ------ | --------- | --------------------------------------------------------- | ---------------------------------- |
| 2024 | LXIII  | 2         | Le idee nella filosofia di Kant                           | Alfredo Ferrarin                   |
| 2024 | LXIII  | 1         | Fantasia, fantasticheria, mostruosità                     | Massimo Donà                       |
| 2023 | LXII   | 2         | Omaggio a Carlo Sini                                      | Florinda Cambria                   |
| 2023 | LXII   | 1         | Autobiografia                                             | Massimo Adinolfi                   |
| 2022 | LXI    | 2         | Ebraismo e cristianesimo, un lessico filosofico           | Giacomo Petrarca                   |
| 2022 | LXI    | 1         | L’intuizione intellettuale                                | Giannino Di Tommaso e Rocco Ronchi |
| 2021 | LX     | 2         | A partire dal Tractatus: Wittgenstein cent’anni dopo      | Luigi Vero Tarca                   |
| 2021 | LX     | 1         | Sulla critica                                             | Massimo Adinolfi                   |
| 2020 | LIX    | 2         | Dialettica negativa e immagine dialettica                 | Alice Barale e Francesco Valagussa |
| 2020 | LIX    | 1         | Pensare con Cusano                                        | Marco Moschini e Enrico Peroli     |
| 2019 | LVIII  | 2         | Diritto. L'invenzione della forma                         | Giulio Goria                       |
| 2019 | LVIII  | 1         | Luoghi del sapere: teatro e conoscenza                    | Florinda Cambria                   |
| 2018 | LVII   | 2         | Da Dante a Vico. Ripensare la tradizione italiana         | Enrica Lisciani-Petrini            |
| 2018 | LVII   | 1         | Fuori Luogo                                               |                                    |
| 2017 | LVI    | 2         | Ritmi                                                     |                                    |
| 2017 | LVI    | 1         | Bianco                                                    |                                    |
| 2016 | LV     | 2         | Hegel II                                                  |                                    |
| 2016 | LV     | 1         | Hegel I                                                   |                                    |
| 2015 | LIV    | 1 e 2     | America                                                   |                                    |
| 2014 | LIII   | 1 e 2     | Vie del pensiero: Giovanni Gentile                        |                                    |
| 2013 | LII    | 1 e 2     | Verità dell’Europa?                                       |                                    |
| 2012 | LI     | 1 e 2     | Letteratura e filosofia                                   | Enrica Lisciani-Petrini            |
| 2011 | L      | 1 e 2     | 1. Spinoza. La politica e il moderno 2. Teologia politica | 2. Giulio Goria e Giacomo Petrarca |